# Szitaelmélet
A szitaelmélet vagy szitamódszer a számelmélet területén alkalmazott olyan általános technikák összessége, melyek célja megszámolni – vagy realisztikusabban: megbecsülni – egész számok „szűrt halmazainak” elemszámát. A szűrt halmazokra a legelső példát a valamely X számnál kisebb prímszámok halmaza adja. Ehhez kapcsolódóan a legelső sziták közé Eratoszthenész szitája, vagy az általánosabb Legendre-szita tartozik. A prímszámok ellen ilyen módszerekkel történő közvetlen támadások igen korán leküzdhetetlen akadályokba ütköznek, melyet a hibatagok felgyűlése jelent. A huszadik századi számelméleti kutatások jelentős része éppen az ilyen naiv szitálással történő frontális támadások nehézségeinek megkerülését szolgálta.
Az egyik sikeres megközelítésnek az bizonyult, hogy egy specifikus szűrt halmazt (például a prímszámok halmazát) megpróbálunk megközelíteni egy másik, egyszerűbb halmazzal (például a majdnem prím számokkal), ami általában nagyobb az eredeti halmaznál, de könnyebben megadja magát az analízisnek. A kifinomultabb sziták ráadásul nem közvetlenül halmazokkal működnek, ehelyett jól megválasztott súlyfüggvények szerint számlálják meg ezeket a halmazokat (egyes elemek nagyobb súlyt kapnak mint mások). Továbbá, egyes modern alkalmazási területeken a szitákat nem arra használják, hogy egy szűrt halmaz méretét megbecsüljék, hanem hogy olyan függvényt állítsanak elő, ami többnyire nagy a halmaz elemein és többnyire kicsi azon kívül, miközben könnyebben analizálható, mint a halmaz karakterisztikus függvénye.

## A szitálás fajtái
A modern sziták közé tartozik a Brun-szita, a Selberg-szita, a Turán-szita, a nagy szita és a nagyobb szita. A szitaelmélet eredeti célkitűzései közé tartozott az olyan számelméleti sejtések igazolása, mint az ikerprímsejtés. Noha a szitaelmélet eredeti, nagyívű céljainak többségét még nem sikerült elérni, néhány fontos részeredmény megszületett, jellemzően más számelméleti eszközökkel kombinált munka eredményeképpen. A fontosabbak:
1. Brun-tétel, ami kimondja, hogy az ikerprímek reciprokainak összege konvergál (míg maguknak a prímszámoknak a reciprokösszege divergál);
2. Chen-tétel, ami szerint végtelen sok olyan p prím létezik, melyre p + 2 prím vagy félprím (két prímszám szorzata); Chen Jingrun egy szorosan idetartozó másik tétele szerint minden elegendően nagy páros szám felírható egy prímszám és egy prímszám vagy félprím összegeként. Ez a két tétel felfogható az ikerprímsejtés és a Goldbach-sejtés esetében a céltábla közepéhez közel járó lövésekként.
3. A szitaelmélet alaplemmája (fundamental lemma of sieve theory), ami (nagyon nagy vonalakban) azt mondja ki, hogy számok egy N halmazának szűrésekor pontosan megbecsülhető a szitában maradt elemek száma {\displaystyle N^{\varepsilon }} iteráció után, feltéve ha {\displaystyle \varepsilon } elegendően kicsi (itt tipikusan törtek szerepelnek, pl. 1/10). A lemma általában túl gyenge a prímek kiszűréséhez (ami általában kb. {\displaystyle N^{1/2}} iterációt igényel), de elegendő lehet a majdnem prímekkel kapcsolatos eredmények eléréséhez.
4. A Friedlander–Iwaniec-tétel, ami kimondja, hogy végtelen sok {\displaystyle a^{2}+b^{4}} alakban felírható prímszám létezik.
5. A Zhang-tétel (Zhang 2014) szerint végtelen sok adott véges távolságra lévő prímszámpáros létezik. A Maynard–Tao-tétel (Maynard 2015) Zhang tételét általánosítja prímszámok tetszőlegesen hosszú sorozataira.

## Szitaelméleti technikák
A szitaelméletben használt technikák nagyon hatékonyak tudnak lenni, de jelenleg úgy tűnik, hogy hasznosságukat csökkenti az úgynevezett paritási probléma vagy paritási korlát: a Selberg által adott megfogalmazás szerint a szitamódszerek nem alkalmasak olyan számok előállítására, amelyeknek adott számú prímosztója van, vagy akárcsak olyan számokéra, ahol a prímosztók számának paritása előre meghatározott. A paritási korlát jelensége még nem kellően tisztázott.
A számelmélet más módszereivel összehasonlítva a szitaelmélet viszonylag „elemi”, abban az értelemben, hogy művelése nem feltétlenül követeli meg az algebrai számelmélet vagy az analitikus számelmélet kifinomult fogalmainak ismeretét. Mindazonáltal a fejlettebb sziták működése nagyon bonyolult és kényes folyamat (különösen a számelmélet többi mély technikájával együtt alkalmazva őket), és a számelmélet ennek az egyetlen szakterületének egész könyveket szenteltek; a műfaj egyik klasszikusa a (Halberstam & Richert 1974), egy újabb szakkönyv például az (Iwaniec & Friedlander 2010).
A szócikkben említett szitamódszerek nem állnak szoros kapcsolatban az egészek prímfelbontásánál használt szitamódszerekkel, amilyen a kvadratikus szita és az általános számtest-szita (GNFS). Azok a faktorizációs módszerek Eratoszthenész szitájának elvét annak meghatározására használják, hogy számok egy halmazának melyik elemeit lehetséges kis prímszámok szorzatára felbontani.